# テナードラム
テナードラム、テノールドラム（tenor drum）は、打楽器のひとつである。用途や状況によって、フィールドドラムとも呼ばれる。

## 概要
筒状の胴の両端に膜を張った両面太鼓であり、膜鳴楽器に分類される。多くは木胴で、基本的な構造はスネアドラムと同じであるが、スネアドラムよりもやや大きい。スティックまたはマレットを使用する。
スナッピーが付いていないことが多いが、野外での行進に使用するために深胴の小太鼓としてスナッピーが使われる場合もある。
楽譜にテナードラムやフィールドドラムとある場合、明確な指定がなければ、スティック、マレットのいずれを使用するかや、スナッピーが備わった楽器を使用するか、ない楽器を使用するかは、作曲者、作曲された時代・地域、音楽のジャンル・曲調など、さまざまな要素を考慮して選択する。

## マルチテナードラム

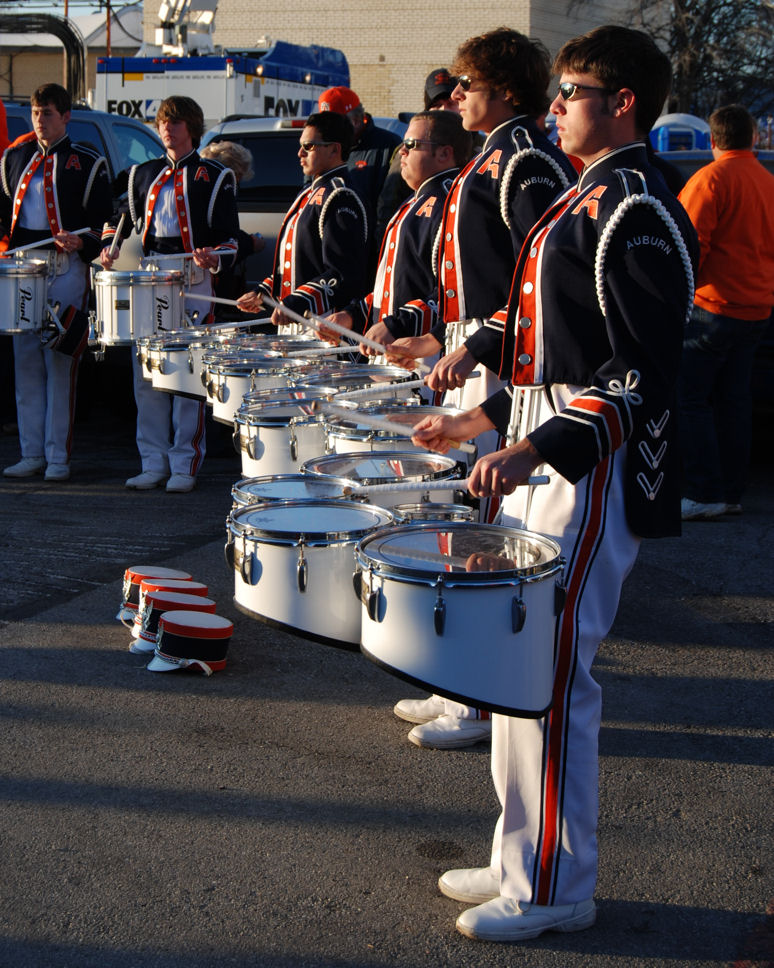
マーチングバンドで使用されるマルチテナードラム

マーチングバンドにおいて、3ないし6台のテナードラムをセットにし、キャリングホルダーで担いで1人の奏者で演奏できるようにした楽器がある。これはマルチテナードラム（multi tenor drums）、マルチトム（multi toms）、ティンプトム（timp toms）のように呼ばれる。また、太鼓の台数によってトリオ（3台）、クォード（4台）、クィント（5台）などとも呼ばれる。